# 丁治磐
丁 治磐（てい ちばん / ディン・ジーパン）は、中華民国（台湾）の軍人。字は似庵。初めは北京政府の直隷派、のち奉天派に属していたが、後に国民革命軍（中国国民党）に易幟し、中央軍を指揮して日中戦争・国共内戦などを戦った。書家としても知られる。

## 事跡

### 直魯聯軍から国民革命軍へ
東海県城北富安村出身。丁子孝の子。幼い頃より儒学や詩文に親しみ、当初は旧学を学んでいたが、辛亥革命後の1912年（民国元年）3月、江蘇陸軍講武堂第1期歩兵科に入学し、同年11月に卒業した。まもなく顧忠琛が師長を務める镇江駐屯の江蘇陸軍第16師隷下の第32旅（長：趙念伯）に配属され排長となる。二次革命失敗後、第32旅が解体されると軍を去るが、北洋政府の第一次世界大戦参戦が決まると軍に復帰。江蘇陸軍軍官教育団正班第1期を受ける。
1916年（民国5年）11月の修了後、陸軍第76混成旅（長：張仁奎、兼通州鎮守使）歩兵第151団附となり南通、海門一帯の防衛に当たる。その後、直隷派と敵対する魯軍（奉天派張宗昌軍）に鞍替えし、徐源泉陸軍第23師附。1925年（民国14年）春には中校昇進と同時に主任参謀、間もなく参謀長兼討赤軍第2・第7方面軍前敵総司令部参謀長となった。その翌年には第6軍少将参謀長兼鎮威軍中路総指揮部中将参謀長を兼ね、1927年（民国16年）には討赤軍第2路総指揮部参謀長となっている。
北伐が進行すると、張宗昌は敵対関係にあった直隷派の孫伝芳と連携し直魯聯軍を結成するが、上海、南京が陥落し戦局は覆せない状況となっていた。1928年（民国18年）、徐源泉が北京政府を見限って国民政府に易幟すると、丁もこれに追随。同年6月、丁は国民革命軍第1集団軍第6軍団部中将参謀長（軍団長は徐）に任命されている。北伐終了後の軍縮に伴い第6軍団が第48師となっても、引き続き少将参謀長を務めた。1931年（民国20年）2月、丁は中国国民党に加入し、同年5月、第10軍第11師第121旅旅長に任命されている。1933年（民国22年）10月、陸軍大学正則班第12期に加入し、1936年（民国25年）11月に卒業した。

### 日中戦争・国共内戦
日中戦争（抗日戦争）勃発直前の1937年（民国26年）春、第41師副師長に任命され、勃発後は南京保衛戦にて栖霞山の防衛に当たる。保衛戦さなかの11月に師長に昇進した。南京陥落後、丁は第41師を率いて徐州会戦、武漢会戦、随棗会戦（日本側呼称は襄東会戦）等に参戦。1939年（民国28年）11月、陸軍中将に昇進し、第2次・第3次の長沙会戦に参戦した。
1942年（民国31年）1月、丁治磐は第9戦区において第27集団軍第26軍軍長に昇進し、浙贛会戦や長衡会戦を戦う。1944年（民国33年）8月、桂柳会戦に参戦したが、敗戦・損害を喫して一時免職処分を受けた。しかし翌1945年（民国34年）、第27集団軍副総司令兼第26軍軍長として復帰し、湘西会戦を戦う。まもなく丁は中国遠征軍第4方面軍副司令官に任ぜられ、アメリカ軍との共同行動で功績があったためにシルバーオークリーフ自由勲章を授与された。
戦後、丁治磐は第2綏靖区副司令官と青島警備司令兼行政長官を兼任した。1947年（民国36年）12月、第11綏靖区司令官に昇進し、引き続き青島の守備を担当している。1948年（民国37年）9月、江蘇省政府主席兼江蘇綏靖総司令、江蘇省党部主任委員などに転じた。1949年（民国38年）、第1綏靖区司令長官に任ぜられ、中国人民解放軍の長江渡河を防ごうとしたが、敗退に終わった。その後も暫編第1軍を編成するなどして懸命に各地で抵抗を続けたが、1950年（民国39年）6月、舟山群島経由で台湾に逃れている。以後、総統府国策顧問を務めた。
1988年（民国77年）3月8日、台北市にて死去。享年95（満94歳）。

## 注
1. ↑  劉寿林ほか編『民国職官年表』は「丁治盤」表記となっている。
2. ↑  “镇江市志”.   镇江市史志办公室. 2018年7月28日閲覧。